# سیارک ۲۷۰۴۷
سیارک ۲۷۰۴۷ (به انگلیسی: 27047 Boisvert، نامگذاری:1998RA80)۲۷۰۴۷مین سیارک کشف شده‌است که در ۱۴ سپتامبر ۱۹۹۸ کشف شد.